# کاوآرتس (آلاباما)
کاوآرتس (به انگلیسی: Cowarts) شهری در شهرستان هوستون ایالت آلاباما است که مساحت آن ۱۸٫۸۹ کیلومتر مربع است و در سرشماری سال ۲۰۱۰ میلادی، ۱٬۸۷۱ نفر جمعیت داشته و تراکم جمعیتی آن، ۹۹٫۰۵ نفر در هر کیلومتر مربع بوده است.